# Inbakeren
Inbakeren is een gebruik waarbij baby’s strak worden ingezwachteld. Daardoor krijgt het kind minder prikkels van buiten en wordt het kind rustig.

## Vroeger

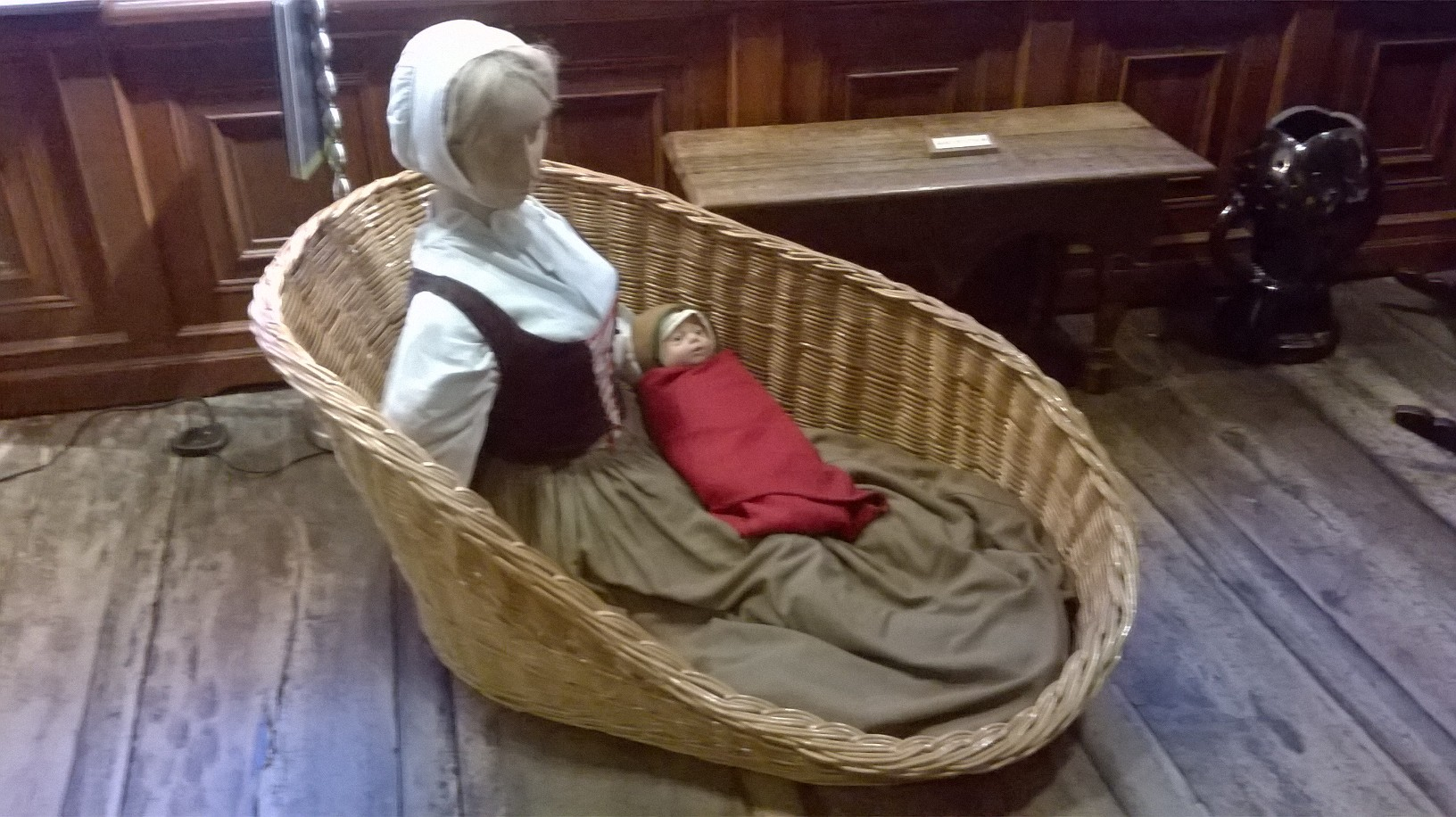
Bakermoer in een bakermand in het Westfries Museum.

Inbakeren is een oeroude traditie die tot het einde van de achttiende eeuw in Nederland werd toegepast. Men bakerde de kinderen in omdat men dacht dat daarmee de kneuzingen, opgelopen bij de geboorte, beter zouden genezen. Ook dacht men dat hiermee een navelbreuk voorkomen kon worden en dat de kinderen hierdoor niet scheef zouden groeien. Dat laatste was overigens niet zo’n gek idee, want de kindjes lagen in een krappe bedstee of in een lade. Het inbakeren gebeurde vaak door een baker. Kinderen werden de eerste drie maanden van hun leven zo in lappen gewikkeld, dat ze een stijf popje waren.

## Tegenwoordig
Sinds halverwege de jaren negentig is inbakeren weer erg populair aan het worden. Het huidige inbakeren wordt tijdelijk toegepast bij huilbaby’s en baby’s die moeilijk slapen. Deze baby’s worden ingebakerd voor het slapen; het verschil is vrijwel direct merkbaar. Op deze manier kan de rust en regelmaat weer terugkeren.
Er is echter ook kritiek op het inbakeren, omdat de hongerprikkel van de ingebakerde baby’s wordt onderdrukt, waarmee de borstvoeding verstoord wordt. Er zijn nog meer medische indicaties waarbij inbakeren wordt afgeraden. Kinderen met een verhoogde kans op een heupafwijking, zoals heupdysplasie, en kinderen met een verhoogde kans op een afwijking in de wervelkolom (scoliose) mogen niet worden ingebakerd (verhoogde kans betekent dat een oudere broer of zus, een van de ouders of grootouders of een oom/tante last had van zo'n aandoening). Kinderen met koorts mogen nooit ingebakerd worden. Een ingebakerd kind kan de lichaamswarmte moeilijk kwijt en de hittestuwing, die kan ontstaan bij inbakeren met koorts kan leiden tot stuipen, coma of dood. Om diezelfde reden wordt het ook afgeraden de eerste 24 uur na een vaccinatie in te bakeren. Ook kinderen met een luchtweginfectie mogen niet worden ingebakerd. Verder is grote voorzichtigheid geboden bij baby's met eczeem en baby's die veel spugen (vooral bij gastro-oesofageale reflux).
Er wordt geadviseerd om voor een leeftijd vanaf 6 maanden het inbakeren af te bouwen. Een ingebakerd kind kan zich namelijk naar de buik draaien. Dit is een risicofactor voor wiegendood.

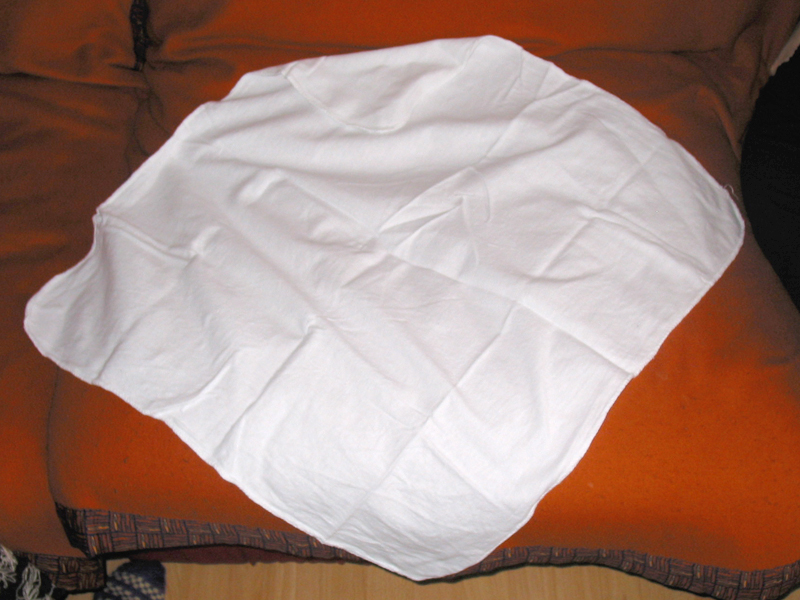
1
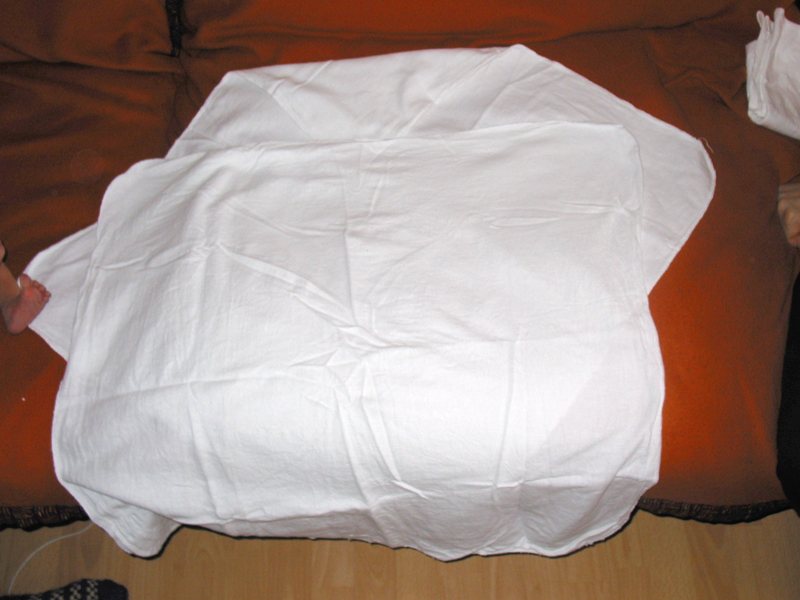
2
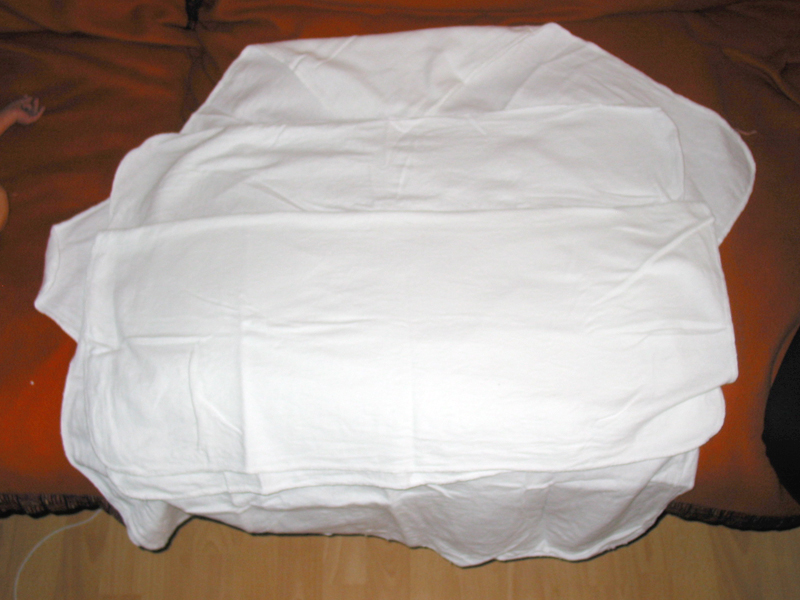
3
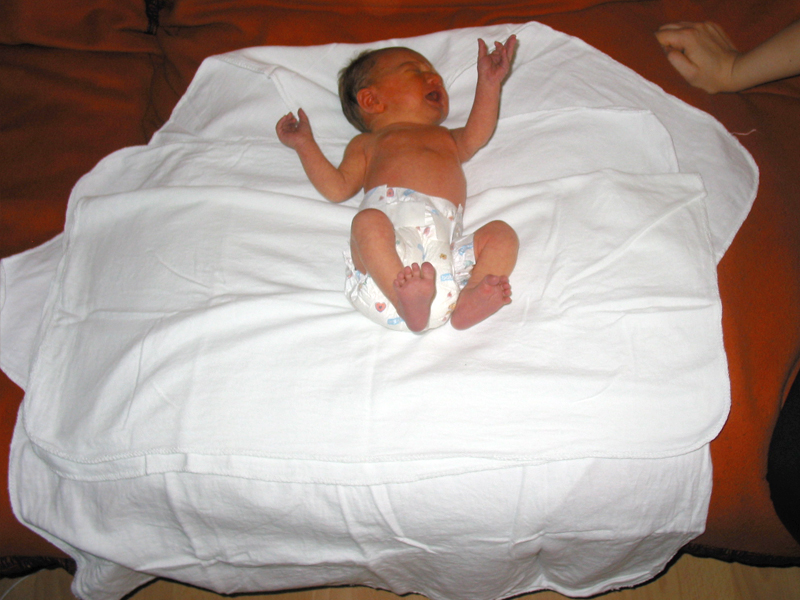
4
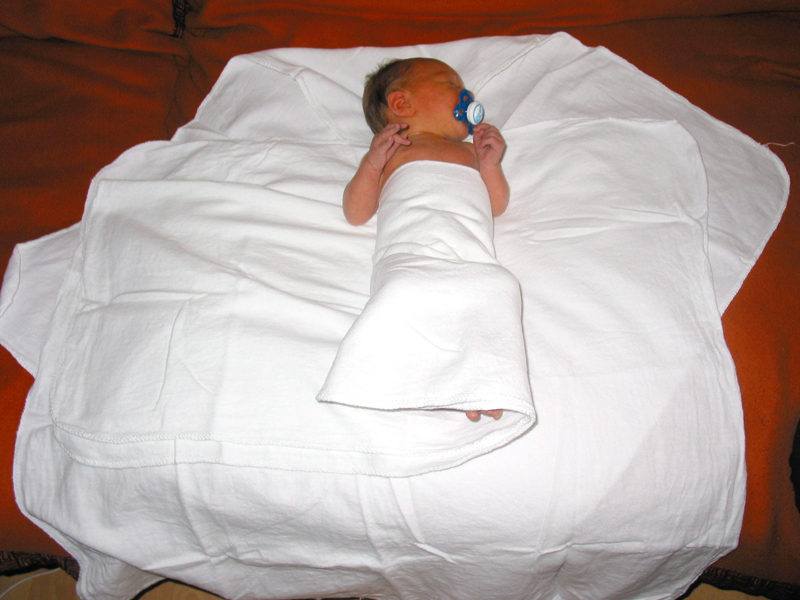
5
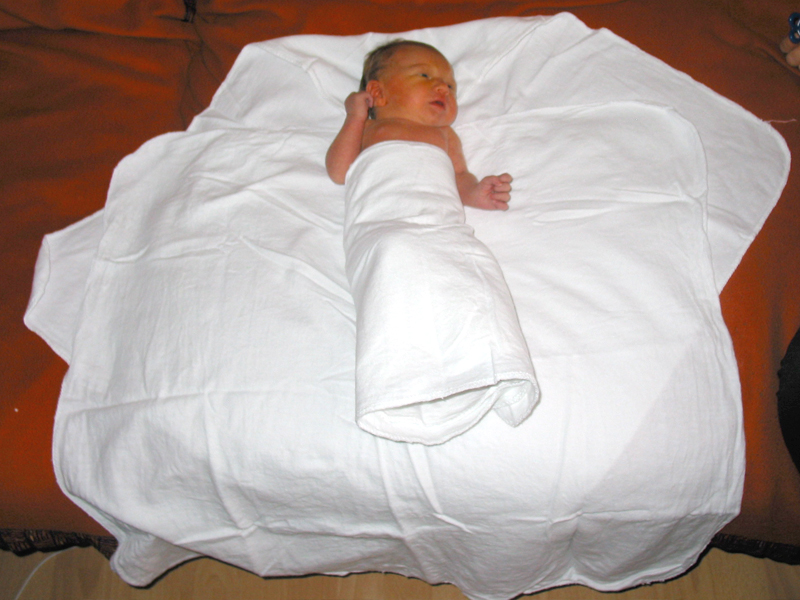
6
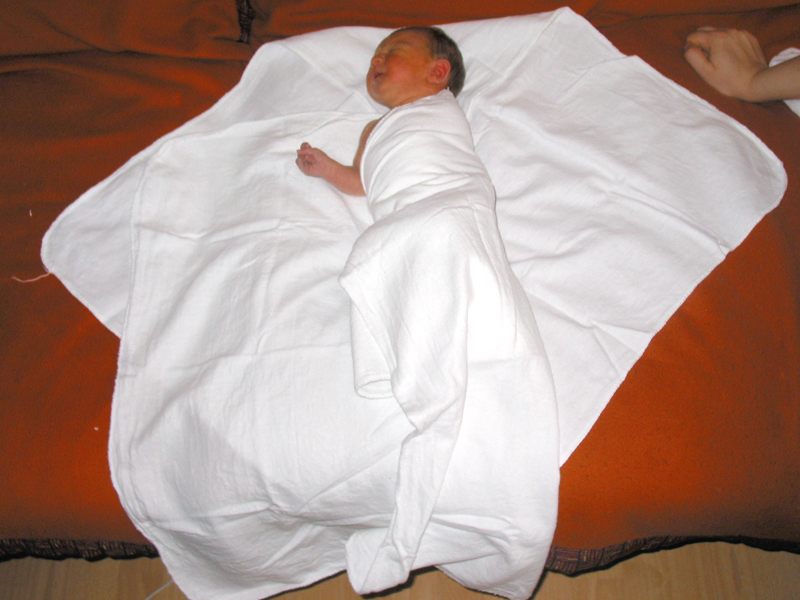
7
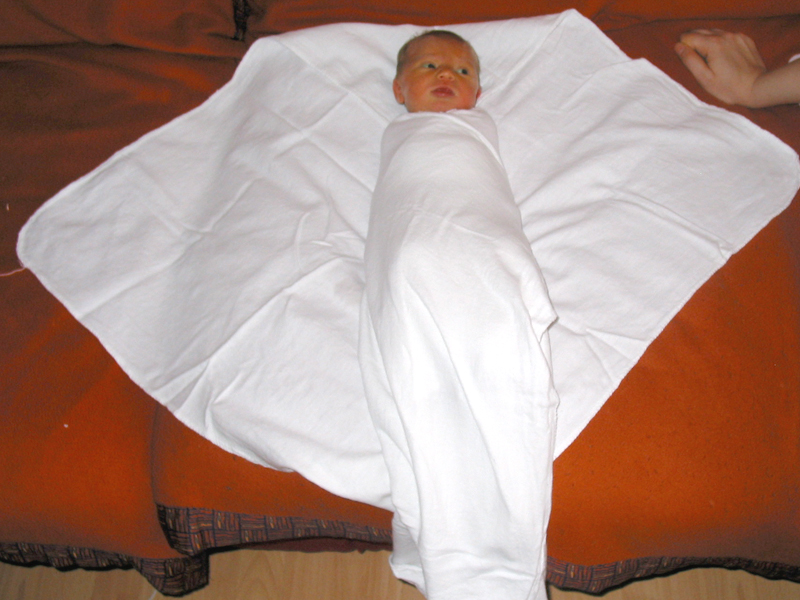
8
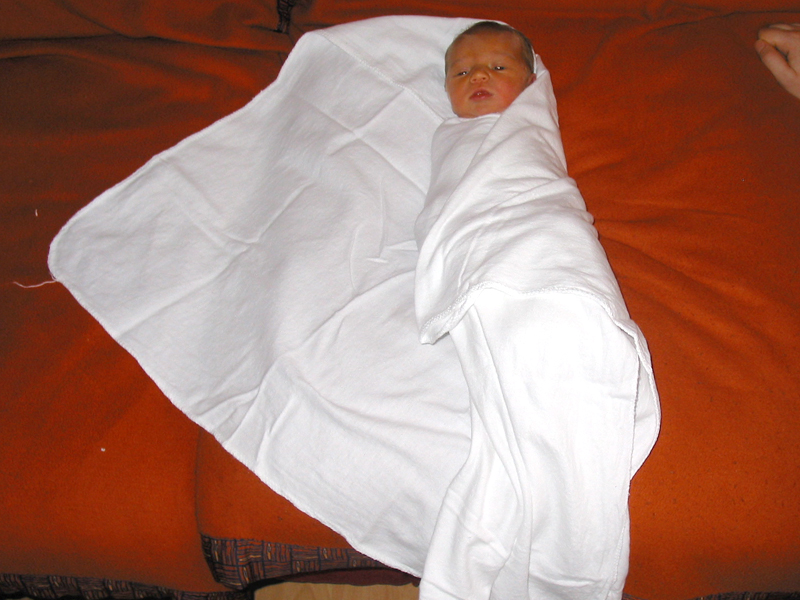
9
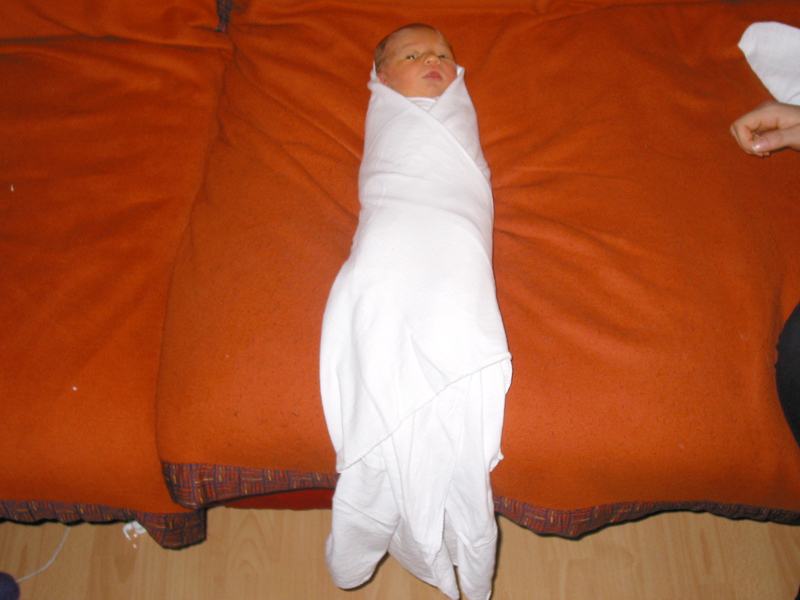
10
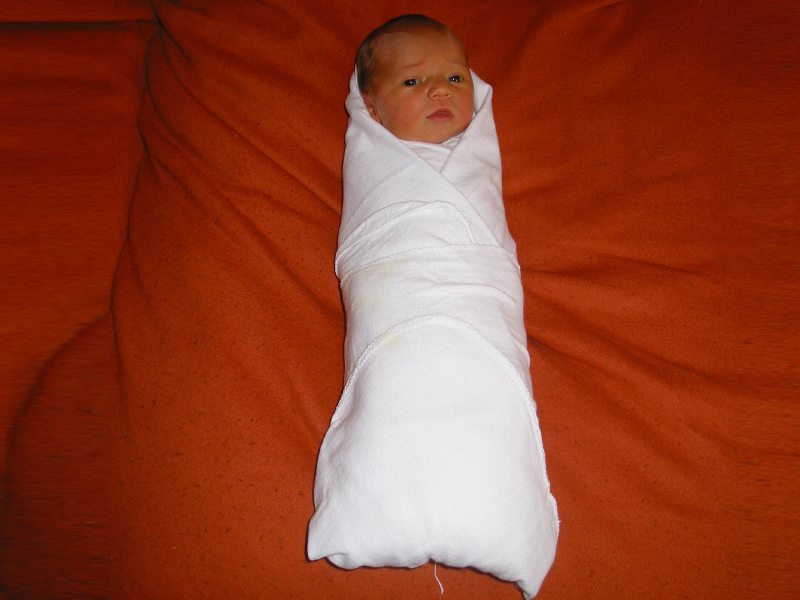
11